# Phymosia umbellata
Phymosia umbellata är en malvaväxtart som först beskrevs av Antonio José Cavanilles, och fick sitt nu gällande namn av Thomas Henry Kearney. Phymosia umbellata ingår i släktet Phymosia och familjen malvaväxter. Inga underarter finns listade i Catalogue of Life.

## Bildgalleri

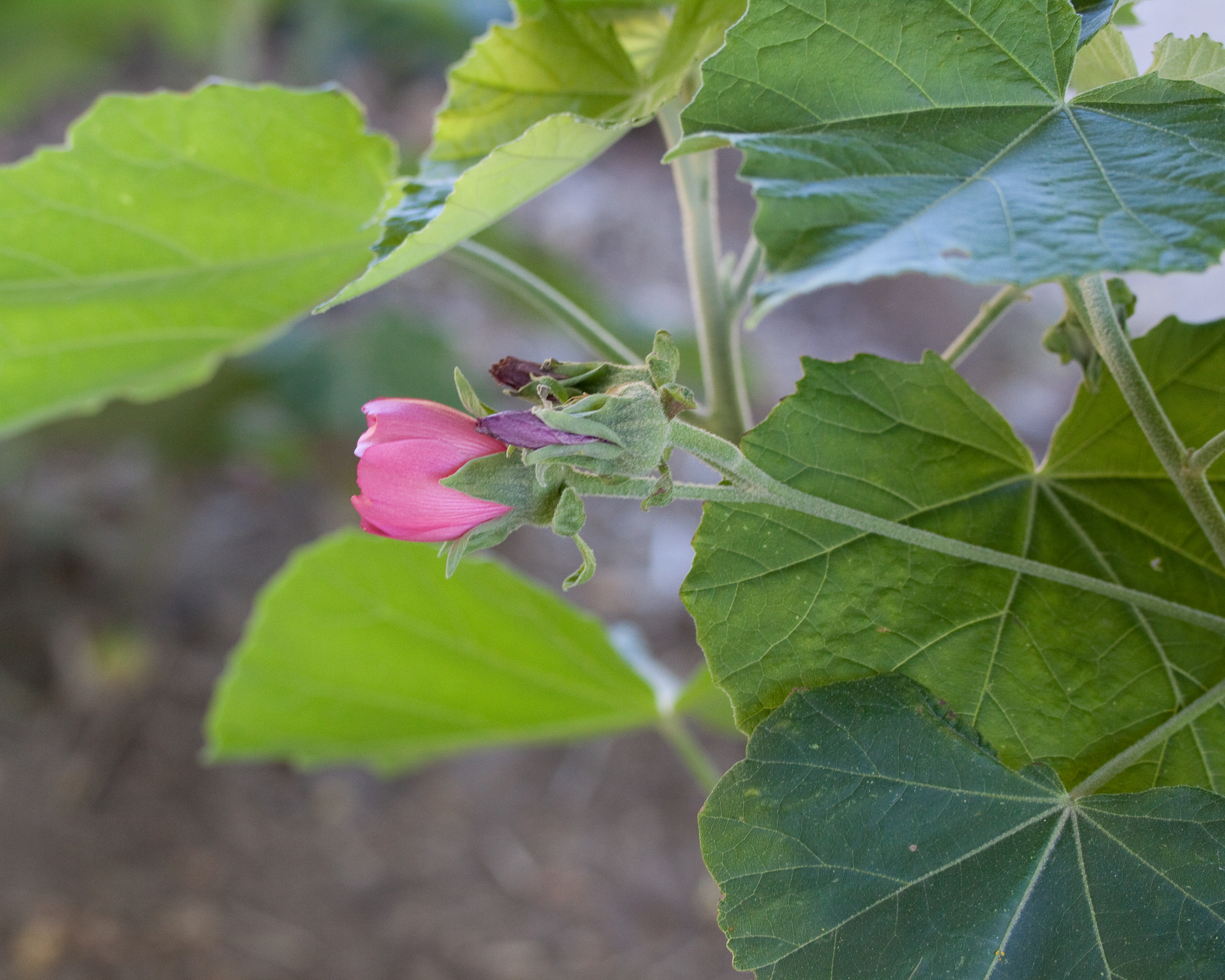
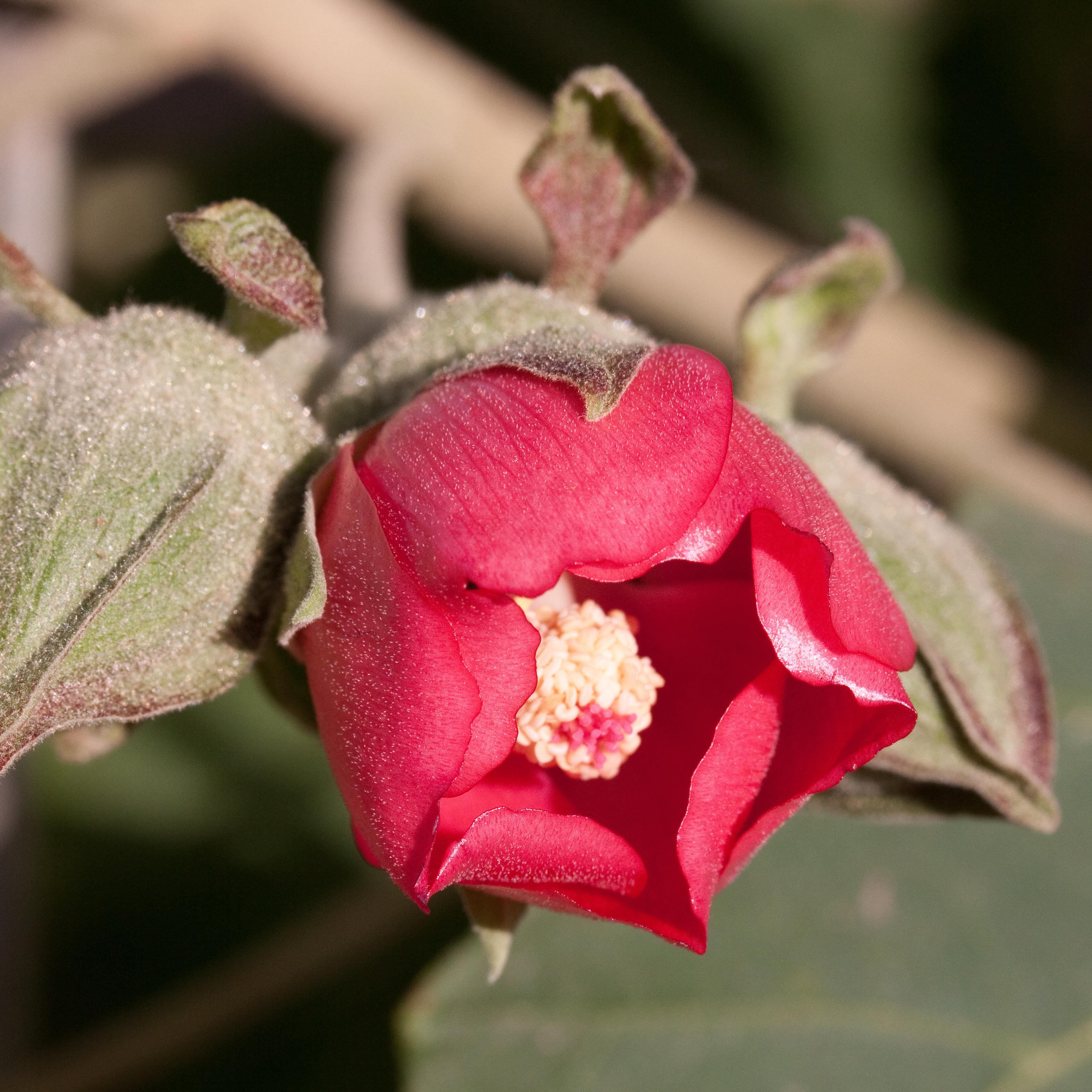